# حسني الأشهب
حسني سليمان الأشهب (1917-1998) هو مدرس وتربوي فلسطيني ولد في مدينة القدس. وهو مؤسس سلسلة مدارس حسني الأشهب، ومدير التربية والتعليم في القدس بين عامي 1967 و 1998.

## تعليمه
ولد حسني في مدينة القدس، وأنهى دراسته الأساسية في مدرستي الكلية الإسلامية والرشيدية، ثم حصل على شهادة الثانوية العامة الفلسطينية عام 1932. درس الكيمياء في الكلية العربية عام 1935، ونال الشهادة العليا لمعلمي المدارس الثانوية منها عام 1941. ثم التحق بجامعة بغداد لدراسة الحقوق عام 1945، ونال درجة الدبلوم في الدراسات القصيرة في التربية الأساسية من القاهرة عام 1961. كما أنهى دروة في التخطيط التربوي من المركز الإقليمي لتدريب كبار موظفي التعليم في الدول العربية في بيروت عام 1962، ودورة في إدارة الاعمال من ألمانيا الغربية عام 1965.

## عمله

#### في المجال التعليمي
عمل حسني عقب تخرجه في المناصب التالية:
- مدرِّس مادة الكيمياء في مدرسة الرشيدية.
- مدرِّس مادة الرياضيات في الكلية العربية.
- مدير مدرسة الحسين في الخليل.
- مساعد مفتش المعارف في مديريات الخليل وعمان والبلقاء.
- مفتش المعارف في محافظتي معان والكرك.
- رئيس قسمي المناهج والامتحانات في وزارة التربية والتعليم الأردنية بين عامي (1962-1965).
- مدير التربية والتعليم في القدس بين عامي (1965-1998).

أدت تحركات الأشهب ومن معه إلى وقف بعض إجراءات الاحتلال القاسية بحق التعليم. كما أنَّه أشرف على تأسيس مدارس أهلية بديلة بعد أن سيطر الاحتلال على المدارس الحكومية، وقد أُطلق عليها مدارس الأوقاف الإسلامية أو مدارس حسني الأشهب وهي خمس مدارس رئيسة في القدس: الفتاة اللاجئة، والنظامية، والنهضة، والروضة، والأيتام الإسلامية، وتفرَّع عن كل مدرسة عدة فروع.
شارك في تأسيس كلية الأمة الجامعية المتوسطة وكلية العلوم التكنولوجيا (جامعة القدس لاحقا)، ومجلس التعليم العالي، ومعهد البولتكنيك في الخليل، وكلية التمريض التابعة لجامعة القدس، وكلية الدعوة وأصول الدين التابعة لجامعة القدس، والمعهد العربي الأردني الكويتي في أبو ديس.
كما ألف عدداً من الكتب التي كانت تدرس في المدارس في فلسطين والأردن وقطر، منها كتاب كراسات في الكيمياء، وكتاب الجغرافية العلمية، كما أنَّه شارك في إعداد عدد من الأطالس الجغرافية.

#### في المجال الوطني
اشترك الأشهب في المظاهرات ضد الاحتلال البريطاني منذ ثورة البراق عام 1929، وكان له دور في انعقاد مؤتمر يافا الشبابي عام 1933، وشارك في تنظيم إضراب عام 1936 في القدس، وفي تنفيذ هجمات على المواقع البريطانية.
في عام 1937، انتمى للحزب العربي الفلسطيني وانخرط في تأمين السلاح للثوار في الثورة الفلسطينية الكبرى (1936-1939)، ثم انضم إلى حزب البعث عام 1949، وكان ضمن وفود الحزب إلى الدول العربية في أكثر من مناسبة رسمية وشعبية، وشارك في تأسيس رابطة الجامعيين في مدينة الخليل، وكان من أعضاء الهيئة الإسلامية العليا في القدس، وكذلك لجنة التوجيه الوطني، وشكَّل مع بعض المعلمين لجنة المعلمين السرية في أعقاب حرب عام 1967 والتي نظَّمت إضراباً ضد أَسْرَلة التعليم الفلسطيني.
جُرح الأشهب في ثورة البراق عام 1929، واعتقله البريطانيون عام 1936، ولم يتمكن من إكمال دراسته للحقوق في جامعة بغداد بسبب أحداث النكبة، وواجه بعض المضايقات من الحكومة الأردنية بسبب انتمائه السياسي حتى عام 1967، واعتقلته قوات الاحتلال إثر إضراب المعلمين، ووضعته في سجن الرملة.
توفي في الخامس والعشرين من أيلول عام 1998.